# Peter Clemmedson
Peter Clemmedson, född 18 februari 1948 i Malmö, är en svensk musiker och sångare. Tillsammans med Mikael Wiehe och Björn Afzelius grundade han i Malmö 1970 progg- och rockbandet Hoola Bandoola Band, där han själv spelade gitarr, banjo, munspel och primdomra samt sjöng.